# كريستيان أليكس
كريستيان أليكس (بالبرتغالية: Cristian Alex da Silva Santos) (1 ديسمبر 1993 في البرازيل – )؛ هو لاعب كرة قدم كان يلعب كمهاجم.

## وصلات خارجية
- كريستيان أليكس على موقع رابطة كرة القدم اليابانية للمحترفين (اليابانية)
- كريستيان أليكس على موقع قاعدة بيانات كرة القدم.إي يو (الإنجليزية)
- كريستيان أليكس على موقع Soccerway.com (الإنجليزية)
- كريستيان أليكس على موقع عالم كرة القدم.نت (الإنجليزية)
- كريستيان أليكس على موقع AS.com (الإسبانية)